# Sieniawa
Sieniawa este un oraș în Polonia.